# Nuoto ai campionati europei di nuoto 2022 - 1500 metri stile libero maschili
La gara dei 1 500 metri stile libero maschile dei campionati europei di nuoto 2022 si è svolta il 15 e il 16 agosto 2022. Al mattino del 15 agosto si sono svolte le batterie, mentre la finale si è disputata nel pomeriggio del 16 agosto.

## Podio
| Pos.    | Atleta               | Nazione |
| ------- | -------------------- | ------- |
| Oro     | Mychajlo Romančuk    | Ucraina |
| Argento | Gregorio Paltrinieri | Italia  |
| Bronzo  | Damien Joly          | Francia |

## Record
Prima della manifestazione il record del mondo (RM), il record europeo (EU) e il record dei campionati (RC) erano i seguenti.
|  | 14'31"02 | Sun Yang             | 28 luglio 2012 Londra   |
|  | 14'32"80 | Gregorio Paltrinieri | 25 giugno 2022 Budapest |
|  | 14'34"04 | Gregorio Paltrinieri | 18 maggio 2016 Londra   |

Durante la competizione non sono stati migliorati record.

## Risultati

### Batterie
| Pos. | Batteria | Corsia | Atleta               | Nazionalità | Tempo       | Note |
| ---- | -------- | ------ | -------------------- | ----------- | ----------- | ---- |
| 1    | 2        | 5      | Mychajlo Romančuk    | Ucraina     | 14'58"20    | Q    |
| 2    | 2        | 3      | Damien Joly          | Francia     | 15'01"44    | Q    |
| 3    | 2        | 4      | Gregorio Paltrinieri | Italia      | 15'01"74    | Q    |
| 4    | 1        | 3      | Domenico Acerenza    | Italia      | 15'04"52    | Q    |
| 5    | 1        | 4      | Florian Wellbrock    | Germania    | 15'06"18    | Q    |
| 6    | 1        | 6      | Luca De Tullio       | Italia      | 15'06"87    |      |
| 7    | 1        | 2      | Henrik Christiansen  | Norvegia    | 15'08"14    | Q    |
| 8    | 2        | 2      | Carlos Garach        | Spagna      | 15'08"78    | Q    |
| 9    | 1        | 5      | Oliver Klemet        | Germania    | 15'10"05    | Q    |
| 10   | 1        | 7      | Dimitrios Markos     | Grecia      | 15'14"11    |      |
| 11   | 2        | 1      | Yoav Romano          | Israele     | 15'45"21    |      |
| DNS  | 2        | 6      | Victor Johansson     | Svezia      | Non partito |      |
| DNS  | 2        | 7      | Joris Bouchaut       | Francia     | Non partito |      |

### Finale
| Pos. | Corsia | Atleta               | Nazionalità | Tempo    | Note |
| ---- | ------ | -------------------- | ----------- | -------- | ---- |
|      | 4      | Mychajlo Romančuk    | Ucraina     | 14'36"10 |      |
|      | 3      | Gregorio Paltrinieri | Italia      | 14'39"79 |      |
|      | 5      | Damien Joly          | Francia     | 14'50"86 |      |
| 4    | 6      | Domenico Acerenza    | Italia      | 14'56"15 |      |
| 5    | 2      | Florian Wellbrock    | Germania    | 15'02"51 |      |
| 6    | 1      | Carlos Garach        | Spagna      | 15'05"11 |      |
| 7    | 7      | Henrik Christiansen  | Norvegia    | 15'07"98 |      |
| 8    | 8      | Oliver Klemet        | Germania    | 15'10"57 |      |